# Hayesomyia triangula
Hayesomyia triangula är en tvåvingeart som beskrevs av Cheng och Wang 2006. Hayesomyia triangula ingår i släktet Hayesomyia och familjen fjädermyggor. Inga underarter finns listade i Catalogue of Life.